# La négresse (Matisse)
La Négresse (1952-1953) de Henri Matisse es un collage, hecho con trozos de papel de colores cortados.

## Medio
A partir de la década de 1930, Matisse empezó a experimentar con la creación artística recortando papel en formas. En 1950 se había decantado principalmente por este modo de hacer arte, debido posiblemente a que su salud y sus discapacidades le dificultaban la pintura a gran escala.  Estos « recortes » eran a menudo de tamaño mural y estaban hechos con trozos de papel pintados con gouache. 
La Négresse se fijó por primera vez en la pared de su apartamento de Niza (Francia) hacia 1952. Reorganizó la composición hasta principios de 1953. Ocupa toda una pared. Una reseña periodística calificó la figura de « giganta». 

## Tema o inspiración

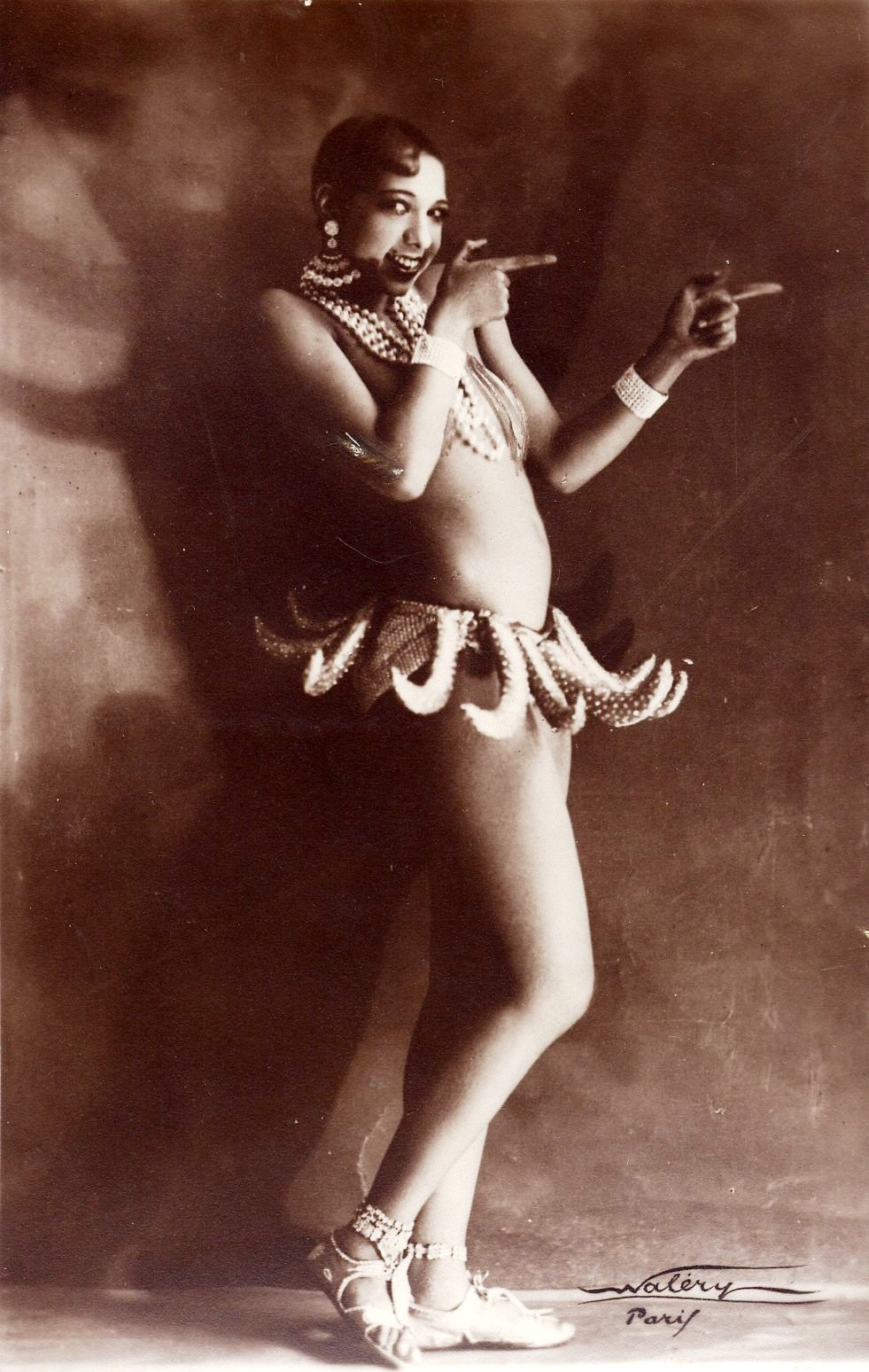
Josephine Baker con la falda banana, 1927.

La Négresse puede estar inspirada en Josephine Baker, bailarina afroestadounidense cuya popularidad alcanzó su apogeo en París durante las décadas de 1920 y 1930. Uno de los famosos atuendos de Baker era una falda hecha de bananas, que Matisse podría estar invocando en las formas amarillo anaranjadas que rodean la cintura de la figura.   Es posible que la asociación de Baker con la música jazz también inspirara a Matisse, que ya había diseñado un libro titulado Jazz en el año 1947. La representación de Matisse ha sido criticada por reiterar «clichés racializados en el vientre y las caderas ensanchadas». Otros han propuesto que Matisse presentó a las mujeres negras como hermosas.
Otros estudiosos proponen que la figura podría ser de otra famosa bailarina, Yvette Chauviré. Matisse había creado una obra anterior sobre una bailarina ( Danseuse Créole, 1950) que el crítico de arte Louis Aragon identificó como Katherine Dunham, a quien Matisse había visto actuar.  La obra también puede ser un bailarín imaginado o una amalgama de las figuras anteriormente mencionadas.

## Recepción
La obra ha sido elogiada como «la culminación del arte de Matisse». Fue adquirida por la Galería Nacional de Arte en 1973. 
En 2018, la obra fue referenciada en el título de la exposición y catálogo de Denise Murrell Posing Modernity: the Black Model from Manet to Matisse.